# Cámara IP

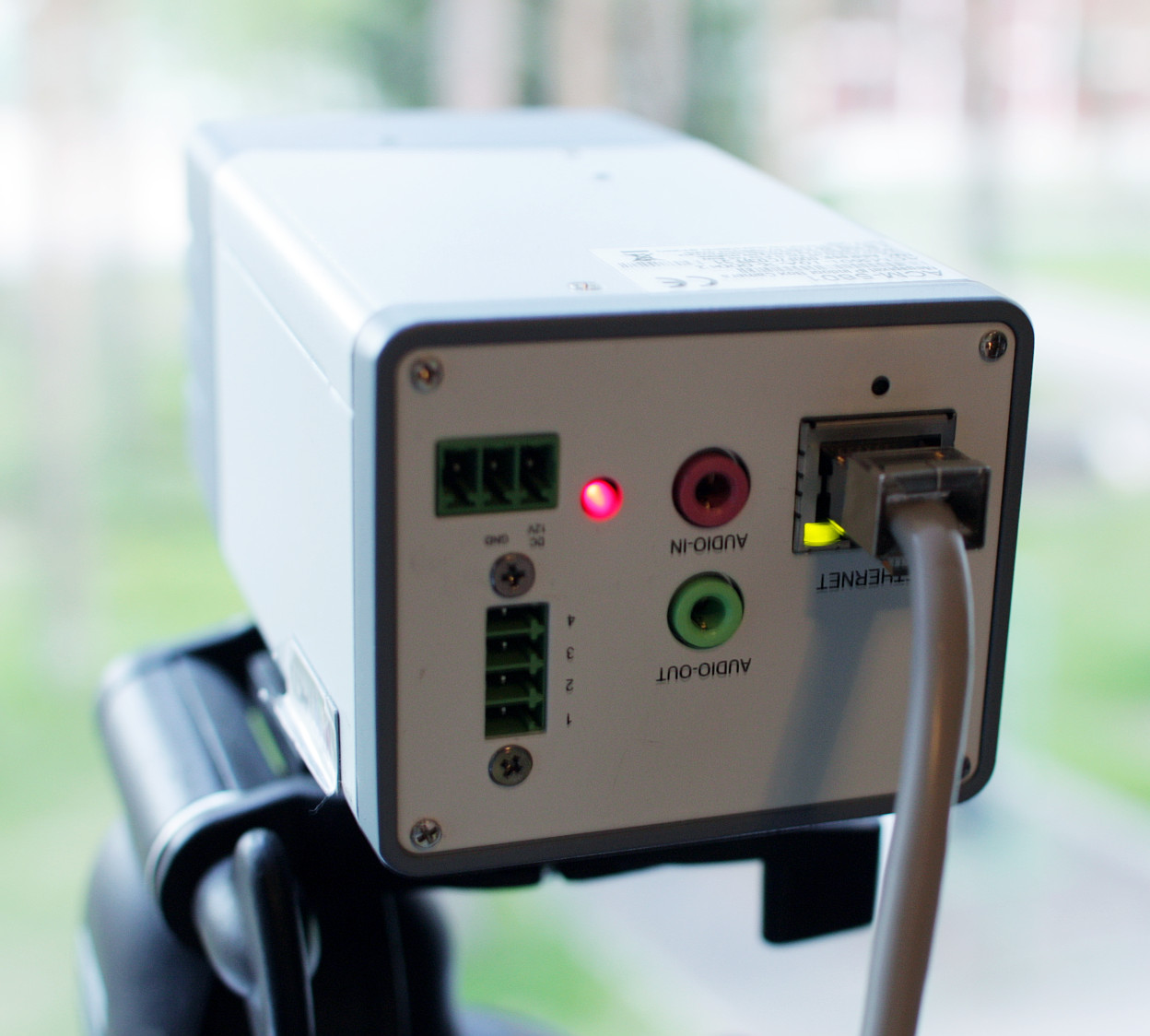
Cámara IP alimentada a través de Ethernet.

Una cámara de red, también llamada cámara IP, puede describirse como una cámara y un ordenador combinados para formar una única unidad. Los componentes principales que integran este tipo de cámaras de red incluyen una lente, un sensor de imagen, uno o más procesadores y memoria.
Como un ordenador, la cámara de red dispone de su propia dirección IP, está directamente conectada a la red y se puede colocar en cualquier ubicación en la que exista una conexión de red. Esta característica es la diferencia respecto a una cámara web, que únicamente puede ejecutarse cuando está conectada a un ordenador personal (PC) por medio del puerto USB o IEEE 1394.
Algunas cámaras IP requieren el apoyo de una grabadora de vídeo de red central (NVR) para manejar la grabación, el vídeo y la gestión de la alarma. Otras pueden funcionar de manera descentralizada sin necesidad de NVR, ya que la cámara puede grabar directamente en cualquier medio de almacenamiento local o remoto. La primera cámara IP centralizada fue la Axis Neteye 200, lanzada en 1996 por Axis Communications.

## Características

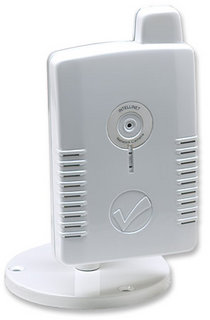
Cámara IP

Una cámara de red incorpora su propio miniordenador, lo que le permite emitir vídeo por sí misma.
Además de comprimir el vídeo y enviarlo, puede tener una gran variedad de funciones:
- Envío de correos electrónico con imágenes.
- Activación mediante movimiento de la imagen.
- Activación mediante movimiento de solo una parte de la imagen.
- Creación una máscara en la imagen, para ocultar parte de ella o colocar un logo.
- Activación a través de otros sensores.
- Control remoto para mover la cámara y apuntar a una zona.
- Programación de una secuencia de movimientos en la propia cámara.
- Posibilidad de guardar y emitir los momentos anteriores a un evento.
- Utilización de diferente cantidad de fotogramas según la importancia de la secuencia. Para conservar ancho de banda.
- Actualización de las funciones por software.

Las cámaras IP permiten ver en tiempo real qué está pasando en un lugar, aunque esté a miles de kilómetros de distancia.
Una cámara IP (o una cámara de red) es un dispositivo que contiene:
- Una cámara de vídeo de gran calidad, que capta las imágenes
- Un chip de compresión que prepara las imágenes para ser transmitidas por Internet, y
- Un ordenador que se conecta por sí mismo a Internet

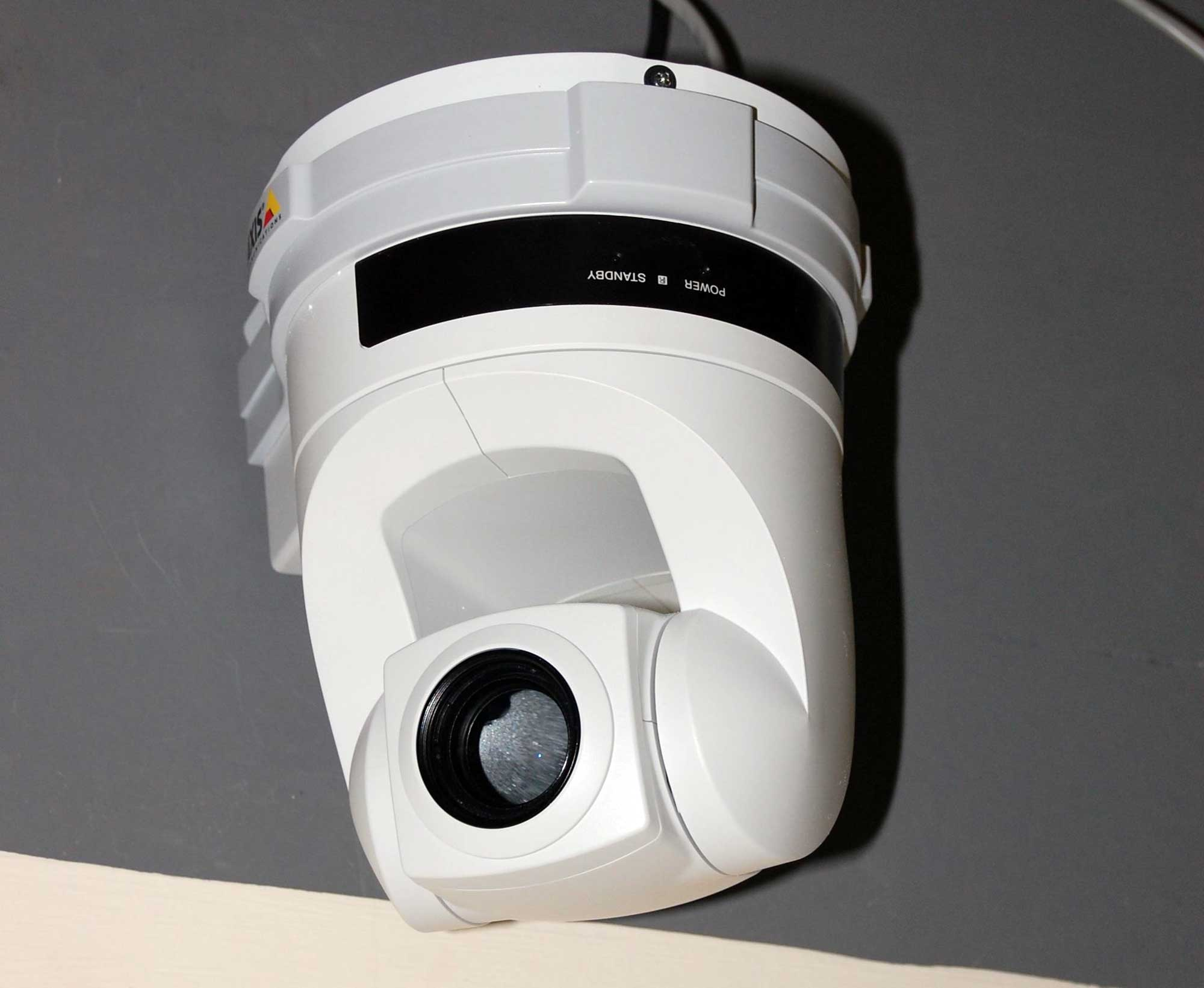
Axis 214 PTZ Camera

### Grabador de datos
Hoy en día muchos de los sistemas de videovigilancia o cámaras de seguridad también llevan sistemas de grabación de imágenes automáticos. Se puede acceder desde cualquier dispositivo conectado a Internet.

### Visión en vivo
Con las cámaras IP se puede ver qué está pasando en este preciso momento. El usuario se conecta a través de Internet a una dirección IP que tienen sus cámaras, algunos modelos permiten interacción con la ayuda de audio incorporado, y las funciones de tomar fotografías y grabar en video lo que está pasando
- Las cámaras IP permiten al usuario tener la cámara en una localización y ver el vídeo en vivo desde otro lugar a través de Internet por medio de IP públicas fijas o sistemas ddns.
- El acceso a estas imágenes está totalmente (en el caso de que este cifrado) restringido: solo las personas autorizadas pueden verlas.

### Visión nocturna
Se suele asociar la visión nocturna de una cámara con que tenga visión por infrarrojos. El infrarrojo, al ser una luz no visible para el ser humano, permite que una cámara pueda ver en la oscuridad sin que el humano que se acerque sepa que le están iluminando para detectarlo. Pero en términos de detección, una cámara también puede detectar objetos vivos mediante la visión térmica sin necesidad de usar infrarrojos (de hecho, la mayoría de sensores son térmicos).

### Microordenador
- Una cámara IP tiene incorporado un ordenador, pequeño y especializado en ejecutar aplicaciones de red. Por lo tanto, la cámara ip no necesita estar conectada a un PC para funcionar. Esta es una de sus diferencias con las denominadas cámaras web.
- Una cámara ip tiene su propia dirección IP y se conecta a la red como cualquier otro dispositivo; incorpora el software necesario de servidor de web, servidor o cliente FTP, de correo electrónico. También tiene la capacidad de ejecutar pequeños programas personalizados (denominados scripts).
- También incluye entradas para alarmas y salida de relé.
- Las cámaras de red más avanzadas pueden equiparse con muchas otras funciones de valor añadido como son la detección de movimiento y la salida de vídeo analógico.

### Comparación con cámaras de video
Las cámaras IP incorporan todas las funciones de una cámara de video y añaden más prestaciones. 
- La lente de la cámara enfoca la imagen en el sensor de imagen (CCD). Antes de llegar al sensor, la imagen pasa por el filtro óptico que elimina cualquier luz infrarroja y muestra los colores correctos.
- Actualmente están apareciendo cámaras día/noche que disponen de un filtro de infrarrojos automático, este filtro se coloca delante del ccd solo cuando las condiciones de luz son adecuadas proporcionándonos de esta manera imágenes en color, cuando las condiciones de luz bajan este filtro se desplaza y la cámara emite la señal en blanco y negro produciendo más luminosidad y de esta manera podemos iluminar la escena con luz infrarroja y ver en total oscuridad.
- El sensor de imagen convierte la imagen, que está compuesta por información lumínica, en señales eléctricas. Estas señales eléctricas se encuentran ya en un formato que puede ser comprimido y transferido a través de redes.
- Como las cámaras de vídeo convencionales, las cámaras IP gestionan la exposición (el nivel de luz de la imagen), el equilibrio de blancos (el ajuste de los niveles de color), la nitidez de la imagen y otros aspectos de la calidad de la imagen. Estas funciones las lleva a cabo el controlador de cámara y el chip de compresión de vídeo.
- Las cámaras IP comprimen la imagen digital en una imagen que contiene menos datos para permitir una transferencia más eficiente a través de la Red, cámaras MPEG4.